# 265년

## 연호
- 위(魏) 함희(咸熙) 2년
- 서진(西晉) 태시(泰始) 원년
- 오(吳) 원흥(元興) 2년 / 감로(甘露) 원년

## 기년
- 위(魏) 원제(元帝) 6년
- 서진(西晉) 무제(武帝) 원년
- 오(吳) 말제(末帝) 2년
- 신라(新羅) 미추 이사금(味鄒泥師今) 4년
- 고구려(高句麗) 중천왕(中川王) 18년
- 백제(百濟) 고이왕(古爾王) 32년

## 사건
- 위나라 마지막 황제 조환이 사마염에게 나라를 양위해 5대 46년만에 위나라가 멸망하고 서진이 세워지다.

## 사망
- 위나라 책사이자 진나라 태조 문황제인 사마소